# Adam Heinrich Müller
Adam Heinrich Müller (ur. 30 czerwca 1779 w Berlinie, zm. 17 stycznia 1829 w Wiedniu) – niemiecki filozof, publicysta i dyplomata. Za namową przyjaciela Friedricha von Gentza zajął się filozofią polityczną, i jako teoretyk polityki zyskał największą sławę.

## Biogram
Müller stał się czołowym przedstawicielem niemieckiego romantyzmu politycznego. Jego poglądy społeczno-ekonomiczne uzasadniały interesy grup feudalnych w Niemczech. Z pozycji feudalnych krytykował kapitalizm oraz klasyczną ekonomię polityczną. Liberalizmowi ekonomicznemu zarzucał materializm i bezbożność. Był zwolennikiem organicystycznej teorii państwa. Państwo w jego ujęciu powinno być stanowe i absolutne, obejmujące całokształt życia jednostek, ponieważ tak zostało ono ukształtowane w trakcie procesu dziejowego.
W stosunku do przemian oraz koncepcji społecznych, politycznych i ekonomicznych doby oświecenia i rewolucji francuskiej zajął stanowisko zdecydowanie reakcyjne. W kwestiach społecznych szczególnie potępiał indywidualizm i kontraktualizm - uważał, że społeczeństwo pozbawione oparcia idei wspólnotowych i tradycji przestanie istnieć. Przyczyn wybuchających coraz częściej kryzysów ekonomicznych i związanych z nimi wzrostów cen upatrywał w postępie techniki i podziale pracy.